# Calliostoma roseolum
Calliostoma roseolum är en snäckart som beskrevs av Dall 1881. Calliostoma roseolum ingår i släktet Calliostoma och familjen Calliostomatidae. Inga underarter finns listade i Catalogue of Life.

## Bildgalleri

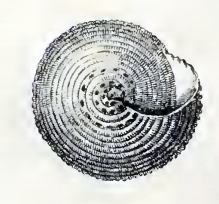